# Maurycy Axer
Maurycy Axer, do 1921 Moritz Joachim Axer (ur. 4 czerwca 1886 w Przemyślu, zm. w październiku 1942 w Radymnie) – polski adwokat i działacz społeczny pochodzenia żydowskiego.

## Życiorys
Syn adiunkta urzędu podatkowego Abrahama Leona Axera i Fanny Grün. W 1904 uzyskał świadectwo dojrzałości, na następnie studiował prawo we Wszechnicy Lwowskiej i na Uniwersytecie Lwowskim. W latach 1914–1916 służył w armii austriackiej w 4 baterii 10 pułku haubic polowych. 20 lutego 1916 w Wiedniu poślubił Ernestynę Fryderykę Schuster, w sierpniu tego samego roku został przydzielony do żandarmerii polowej i skierowany na front albański, gdzie przebywał dziewięć miesięcy. 1 stycznia 1917 urodził się jego pierworodny syn Erwin, przyszły wybitny reżyser. Po powrocie z Albanii został skierowany do 6 baterii miotaczy min 25 pułku kanonów, następnie do grupy uzupełnień artylerii polowej, a następnie do 2 baterii 124 pułku artylerii polowej. Do rezerwy przeszedł w stopniu porucznika. Od listopada 1919 mieszkał z rodziną we Lwowie, gdzie prowadził własną kancelarię adwokacką. Jako adwokat specjalizował się w sprawach karnych, był uczestnikiem m.in. procesów „świętojurskiego” (1922), Naftalego Botwina (1925) i Rity Gorgonowej (1932). Uznawany był za najznakomitszego mówcę lwowskiej palestry, co przyniosło mu określenie „lwowskiego Cicero”. Członek komisji Inicjatywnej Wydziału Izby Adwokackiej oraz komitetu założycielskiego i redakcji lwowskiego czasopisma „Głos Prawa”. Po zajęciu miasta we wrześniu 1939 przez Armię Czerwoną pracował jako administrator w Państwowym Polskim Teatrze Dramatycznym, a po wkroczeniu Niemców w czerwcu 1941 krótko był pracownikiem wydziału mieszkaniowego Judenratu, a następnie warsztatów samochodowych. Aresztowany 1 września 1942, po kilkunastodniowym przetrzymywaniu w więzieniu na ul. Łąckiego został wsadzony do pociągu jadącego do obozu zagłady w Bełżcu. Według relacji mieszkańców Ostrowa, wyskoczył z pociągu w tejże miejscowości, jednak dwóch robotników pracujących przy torach doprowadziło go do niemieckiego posterunku. Niemcy zaprowadzili go na cmentarz żydowski w Radymnie i tam rozstrzelali (październik 1942).
Pochowany symbolicznie na cmentarzu Powązki Wojskowe w Warszawie (kwatera A-2-37).

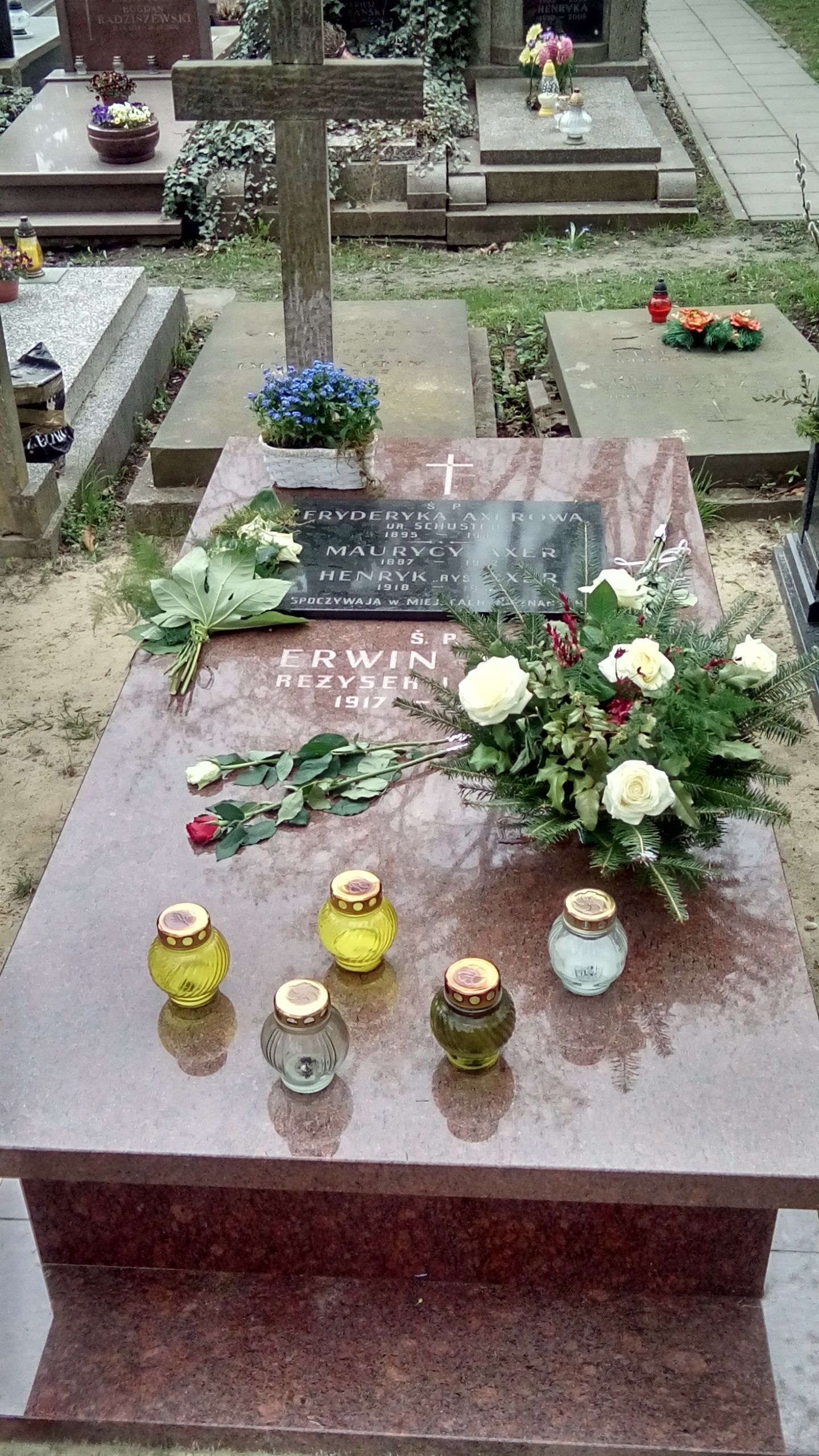
Grób symboliczny na Powązkach Wojskowych